# Estelí
Estelí è un comune del Nicaragua, capoluogo del dipartimento omonimo.
Conosciuta anche con il nome El Diamante de las Segovias è una città del Nord del Nicaragua e si trova a 2 ore da Managua, si può raggiungere facilmente in auto o in autobus che parte dalla stazione del Mayoreo in Managua.
Il clima è molto gradevole dato dall'altitudine di questa località (800 metri), con temperature che oscillano tra i 25 °C e i 28 °C, con una umidità molto più bassa del resto del Nicaragua.
Le sue principali attività economiche sono l'allevamento e l'agricoltura, la zona è riconosciuta a livello internazionale per la caltivazione e la lavorazione del tabacco. La regione presenta una ricchezza paesaggistica notevole che comprende numerose cascate, riserve naturali e siti archeologici precolombiani.
La casa de la Cultura, è un museo situato nel municipio di Pueblo Nuevo dove si conservano i resti della principessa del villaggio così come altri tesori archeologici. San Juan de Limay, un villaggio di artigiani specializzati nella creazione di sculture in marmo.
Nell'area protetta Tisey-Estanzuela, a soli 12 km dalla città di Esteli, sono presenti più di 120 specie alcune delle quali a rischio di estinzione. La riserva presenta alture fra i 700 e i 1500 metri e vi convergono le tre principali riserve idriche del Nicaragua: il Golfo Fonseca, la depressione lacustre e il Mar dei Caraibi. Questa grande quantità d'acqua dà luogo a vari spettacoli naturali fra cui la cascata del rio Estanzuela.
Nella zona è presente una finca, fattoria tipica, che funge anche da hotel e dalla quale si può ammirare la bellezza paesaggistica di questa regione e praticare varie attività come: campeggio, passeggiate a cavallo e camminate nella foresta. Sono inoltre serviti frutta e formaggi artigianali.
La riserva naturale Miraflor dove si può ammirare la sua esotica bellezza, viste panoramiche e meravigliose cascate.
A Esteli si possono trascorrere le notti nei vari locali dove gruppi del posto suonano musica dal vivo. Tipico di questa regione è il gusto per la musica e le atmosfere ranchere, fra le feste locali c'è l'Hipico, celebrato in dicembre riunisce cavalieri da tute le parti del paese.

## Economia
Il terreno intorno Estelí è l'ideale per la coltivazione del tabacco per sigari, e la città divenne un rifugio per produttori cubani di sigari dopo la Rivoluzione cubana nel 1959. Questi sigari vinsero molti premi e hanno reso Estelí uno dei più importanti produttori disigari del mondo. Estelí ha anche molte scuole, ristoranti, e alberghi a cui si rivolgono i turisti che viaggiano verso le vicine riserve naturali o in altre parti della regione. Le riserve Naturali intorno alla zona includono Miraflor, Tisey-Estanzuela], Las Brisas-Quiabuc, Tomabú, Tepesomoto e Moropotente.
Secondo la Banca Mondiale e l'International Finance Corporation Scorecard 's comunale 2008, che integra la relazione annuale Doing Business, il comune di Estelí è in 1 ° e due ° posizione, di 143 comuni in dieci paesi dell'America Latina, in termini di qualità ed efficienza per ottenere un permesso di costruzione e la licenza di esercizio comunali.

## Sport
Estelí è sede di uno dei club di calcio più vincenti e popolari del paese il Real Estelí, soprannominato "El Tren del Norte" (Il Treno del Nord). È anche sede di una squadra di baseball professionista, Estelí, che la rende una delle sole tre città del paese sia con una squadra di calcio professionista sia con una squadra di baseball. Nel 1970, Estelì ha partecipato al "Roberto Clemente" torneo di baseball e ha una delle migliori squadre di baseball del paese.

## Infrastrutture e trasporti
Estelí ha il miglior sistema di approvvigionamento idrico del paese, con quasi una copertura totale della popolazione. Dispone inoltre di un ampio sistema di smaltimento delle acque reflue.
Almeno tre aeroporti sono stati costruiti in Esteli nel corso della storia, anche se non esistono più oggi. Il primo dei campi d'aviazione di cui si ha documentatazione, ha svolto il ruolo di aeroporto alternato nel 1930-34 quando TACA ha istituito il servizio di trasporto di passeggeri. La Thompson, che è a tre km a nord di Estelí, è stata la seconda pista di atterraggio, è stata costruita e utilizzata da una società di nome "Thonsson Corwell" per aiutare a completare un tratto della Pan-American Highway. Il terzo aeroporto è stato costruito alla fine nord della città nel 1980, ma ora è stato urbanizzato.
Nel 1940 si è cercato di espandere la ferrovia del Nicaragua da El Sauce a nord via Estelí. Tredici chilometri di ferrovia, la città di Rio Grande, e un ponte ferroviario sono state costruite con l'intenzione di portare il treno fino a Esteli lungo l'Aquespalapa o il fiume Villanueva, che nasce nelle montagne Quiabuc, ma il progetto fu abbandonato.

## Amministrazione

### Gemellaggi
- Detmold
- Stavanger
- Debrecen
- Delft
- Wakefield
- Cento
- Linköping

## Gastronomia
Grazie alla sua altitudine Estelí può essere molto freddo di notte o al mattino e anche molto freddo in inverno. Così, come tutte le regioni settentrionali montuose del Nicaragua, la gastronomia di Estelí è costituita da una dieta di montagna ricca di manzo, selvaggina, vitello, coniglio, oche, salsicce, e zuppe pesanti come albóndiga, queso, res, ecc. C'è un elevato consumo di prodotti lattiero-caseari come formaggi affumicati o piccanti come ahumado e picante e regionali a base di mais come montucas deliziosi, salato-acido repochetas, e semi-dolci güirilas. Per la prima colazione, chorizo, fagioli fritti, panna acida, e il pane fatto in casa sono più comuni e il caffè nero è il re di bevande in qualsiasi momento della giornata. Anche se illegale, si consuma il cususa (una bevanda alcolica trasparente), soprattutto alla periferia della città o in cantine di piccole dimensioni (barre).